# Ectyphus armipes
Ectyphus armipes är en tvåvingeart som beskrevs av Mario Bezzi 1924. Ectyphus armipes ingår i släktet Ectyphus och familjen Mydidae. Inga underarter finns listade i Catalogue of Life.